# Mercialys
Mercialys ist ein französisches Unternehmen, das im Immobilienbereich tätig ist und Immobilien besitzt und verwaltet. Es wurde 2005 vom Einzelhandelsunternehmen Groupe Casino gegründet.
Mercialys vermietet seine Immobilien – meist Einkaufszentren, Selbstbedienungsrestaurants und andere Verkaufsstellen – an Einzelhandelsunternehmen.